# 経済産業大臣
経済産業大臣（けいざいさんぎょうだいじん、英: Minister of Economy, Trade and Industry）は、日本の経済産業省の長および主任の大臣たる国務大臣。
通称は経産相（けいさんしょう）。

## 概説
主に日本の通商行政、産業政策、資源政策などを所管する国務大臣である。
1949年（昭和24年）にそれまでの商工省を再編、改称して通商産業省を置き、商工大臣を廃止して通商産業大臣（つうしょう さんぎょう だいじん、略称：通産相）を置いたのが起源。
工業国である日本の工業を掌握する中央省庁であることから、1960年代の高度経済成長期から1990年代のバブル経済期、2001年（平成13年）の中央省庁再編によって通商産業省が廃止に至るまで最重要閣僚の一つであった。外務大臣や大蔵大臣と肩を並べる存在であり、自民党政権下では派閥の領袖や次世代を担うことが期待される有力者が任じられることが多かった。
中央省庁再編によって経済産業省となった後も現在に至るまで、2009年～2012年の民主党政権時代も含めて経済産業大臣は重要閣僚の一つとされ、与党の有力な国会議員が就任するケースが多い。
毎年行われる先進国首脳会議には各国の首脳に外交担当閣僚と財政担当閣僚が同行し、それぞれが首脳会議、外相会議、財務相会議を行うが、1980年のベネチアサミットでは開催10日前に大平正芳首相が選挙戦の最中に急死したため、日本は大来佐武郎外相が大平の代理として首脳会議に出席、外相会議の方は佐々木義武通産相を急遽同行させて大来の代理として出席させている。
2001年（平成13年）に実施された中央省庁再編でこの通商産業省がさらに再編、改称されて経済産業省となり、これにともない通商産業大臣も廃止されて新たに経済産業大臣が置かれた。
なお、国際石油開発帝石株式会社の政府の黄金株を経済産業大臣名義で保有している。

## 歴代大臣
- 辞令のある再任は個別の代を記載し、辞令のない留任は記載しない。
- 臨時代理は、大臣不在の場合のみ記載し、海外出張時等の一時不在代理は記載しない。
- 兼任は、他の大臣が同時に務めることをいい、臨時代理とは異なる。
- 太字は後に内閣総理大臣となった人物。

### 通商産業大臣（通商産業省設置法（昭和24年法律第102号）
| 代 | 氏名                                                                    | 氏名                      | 内閣                                          | 就任日                     | 出身党派                   |
| -- | ----------------------------------------------------------------------- | ------------------------- | --------------------------------------------- | -------------------------- | -------------------------- |
| 1  |                                                                         | 稻垣平太郎                | 第3次吉田内閣                                 | 昭和24年（1949年）5月25日  | 民主党・参                 |
| 2  |                                                                         | 池田勇人                  | 第3次吉田内閣                                 | 昭和25年（1950年）2月17日  | 民主自由党・衆             |
| 3  |                                                                         | 高瀬荘太郎                | 第3次吉田内閣                                 | 昭和25年（1950年）4月11日  | 緑風会・参                 |
| 3  | 昭和25年（1950年）5月6日                                                | 高瀬荘太郎                | 第3次吉田内閣                                 |                            | 緑風会・参                 |
| 4  |                                                                         | 横尾龍                    | 第3次吉田第1次改造内閣                        | 昭和25年（1950年）6月28日  | 自由党・参                 |
| 5  |                                                                         | 高橋龍太郎                | 第3次吉田第2次改造内閣 第3次吉田第3次改造内閣 | 昭和26年（1951年）7月4日   | 緑風会・参                 |
| 6  |                                                                         | 池田勇人                  | 第4次吉田内閣                                 | 昭和27年（1952年）10月30日 | 自由党・衆                 |
| 7  |                                                                         | 小笠原三九郎              | 第4次吉田内閣                                 | 昭和27年（1952年）11月29日 | 自由党・衆                 |
| 7  | 昭和27年（1952年）12月5日                                               | 小笠原三九郎              | 第4次吉田内閣                                 |                            | 自由党・衆                 |
| 8  |                                                                         | 岡野清豪                  | 第5次吉田内閣                                 | 昭和28年（1953年）5月21日  | 自由党・衆                 |
| 9  |                                                                         | 愛知揆一                  | 第5次吉田内閣                                 | 昭和29年（1954年）1月9日   | 自由党・衆                 |
| 10 |                                                                         | 石橋湛山                  | 第1次鳩山一郎内閣                             | 昭和29年（1954年）12月10日 | 日本民主党・衆             |
| 11 | 第2次鳩山一郎内閣                                                       | 石橋湛山                  | 昭和30年（1955年）3月19日                     |                            | 日本民主党・衆             |
| 12 | 第3次鳩山一郎内閣                                                       | 石橋湛山                  | 昭和30年（1955年）11月22日                    | 自由民主党・衆             |                            |
| -  | 石橋内閣                                                                | 石橋湛山                  | 昭和31年（1956年）12月23日                    | 自由民主党・衆             |                            |
| 13 | 石橋内閣                                                                |                           | 水田三喜男                                    | 自由民主党・衆             | 昭和31年（1956年）12月23日 |
| 14 | 第1次岸内閣                                                             | 昭和32年（1957年）2月25日 | 水田三喜男                                    | 自由民主党・衆             |                            |
| 15 |                                                                         | 前尾繁三郎                | 第1次岸改造内閣                               | 自由民主党・衆             | 昭和32年（1957年）7月10日  |
| 16 |                                                                         | 高碕達之助                | 第2次岸内閣                                   | 自由民主党・衆             | 昭和33年（1958年）6月12日  |
| 17 |                                                                         | 池田勇人                  | 第2次岸改造内閣                               | 自由民主党・衆             | 昭和34年（1959年）6月18日  |
| 18 |                                                                         | 石井光次郎                | 第1次池田内閣                                 | 自由民主党・衆             | 昭和35年（1960年）7月19日  |
| 19 |                                                                         | 椎名悦三郎                | 第2次池田内閣                                 | 自由民主党・衆             | 昭和35年（1960年）12月8日  |
| 20 |                                                                         | 佐藤栄作                  | 第2次池田第1次改造内閣                        | 自由民主党・衆             | 昭和36年（1961年）7月18日  |
| 21 |                                                                         | 福田一                    | 第2次池田第2次改造内閣 第2次池田第3次改造内閣 | 自由民主党・衆             | 昭和37年（1962年）7月18日  |
| 22 | 第3次池田内閣                                                           | 福田一                    | 昭和38年（1963年）12月9日                     | 自由民主党・衆             |                            |
| 23 |                                                                         | 櫻内義雄                  | 第3次池田改造内閣                             | 自由民主党・衆             | 昭和39年（1964年）7月18日  |
| 24 | 第1次佐藤内閣                                                           | 櫻内義雄                  | 昭和39年（1964年）11月9日                     | 自由民主党・衆             |                            |
| 25 |                                                                         | 三木武夫                  | 第1次佐藤第1次改造内閣 第1次佐藤第2次改造内閣 | 自由民主党・衆             | 昭和40年（1965年）6月3日   |
| 26 |                                                                         | 菅野和太郎                | 第1次佐藤第3次改造内閣                        | 自由民主党・衆             | 昭和41年（1966年）12月3日  |
| 27 | 第2次佐藤内閣                                                           | 菅野和太郎                | 昭和42年（1967年）2月17日                     | 自由民主党・衆             |                            |
| 28 |                                                                         | 椎名悦三郎                | 第2次佐藤第1次改造内閣                        | 自由民主党・衆             | 昭和42年（1967年）11月25日 |
| 29 |                                                                         | 大平正芳                  | 第2次佐藤第2次改造内閣                        | 自由民主党・衆             | 昭和43年（1968年）11月30日 |
| 30 |                                                                         | 宮澤喜一                  | 第3次佐藤内閣                                 | 自由民主党・衆             | 昭和45年（1970年）1月14日  |
| 31 |                                                                         | 田中角栄                  | 第3次佐藤改造内閣                             | 自由民主党・衆             | 昭和46年（1971年）7月5日   |
| 32 |                                                                         | 中曽根康弘                | 第1次田中角栄内閣                             | 自由民主党・衆             | 昭和47年（1972年）7月7日   |
| 33 | 第2次田中角栄内閣 第2次田中角栄第1次改造内閣 第2次田中角栄第2次改造内閣 | 中曽根康弘                | 昭和47年（1972年）12月22日                    | 自由民主党・衆             |                            |
| 34 |                                                                         | 河本敏夫                  | 三木内閣 三木改造内閣                         | 自由民主党・衆             | 昭和49年（1974年）12月9日  |
| 35 |                                                                         | 田中龍夫                  | 福田赳夫内閣                                  | 自由民主党・衆             | 昭和51年（1976年）12月24日 |
| 36 |                                                                         | 河本敏夫                  | 福田赳夫改造内閣                              | 自由民主党・衆             | 昭和52年（1977年）11月28日 |
| 37 |                                                                         | 江﨑真澄                  | 第1次大平内閣                                 | 自由民主党・衆             | 昭和53年（1978年）12月7日  |
| 38 |                                                                         | 佐々木義武                | 第2次大平内閣                                 | 自由民主党・衆             | 昭和54年（1979年）11月9日  |
| 39 |                                                                         | 田中六助                  | 鈴木善幸内閣                                  | 自由民主党・衆             | 昭和55年（1980年）7月17日  |
| 40 |                                                                         | 安倍晋太郎                | 鈴木善幸改造内閣                              | 自由民主党・衆             | 昭和56年（1981年）11月30日 |
| 41 |                                                                         | 山中貞則                  | 第1次中曽根内閣                               | 自由民主党・衆             | 昭和57年（1982年）11月27日 |
| 42 |                                                                         | 宇野宗佑                  | 第1次中曽根内閣                               | 自由民主党・衆             | 昭和58年（1983年）6月10日  |
| 43 |                                                                         | 小此木彦三郎              | 第2次中曽根内閣                               | 自由民主党・衆             | 昭和58年（1983年）12月27日 |
| 44 |                                                                         | 村田敬次郎                | 第2次中曽根第1次改造内閣                      | 自由民主党・衆             | 昭和59年（1984年）11月1日  |
| 45 |                                                                         | 渡辺美智雄                | 第2次中曽根第2次改造内閣                      | 自由民主党・衆             | 昭和60年（1985年）12月28日 |
| 46 |                                                                         | 田村元                    | 第3次中曽根内閣                               | 自由民主党・衆             | 昭和61年（1986年）7月22日  |
| 47 | 竹下内閣                                                                | 田村元                    | 昭和62年（1987年）11月6日                     | 自由民主党・衆             |                            |
| 48 |                                                                         | 三塚博                    | 竹下改造内閣                                  | 自由民主党・衆             | 昭和63年（1988年）12月27日 |
| 49 |                                                                         | 梶山静六                  | 宇野内閣                                      | 自由民主党・衆             | 平成元年（1989年）6月3日   |
| 50 |                                                                         | 松永光                    | 第1次海部内閣                                 | 自由民主党・衆             | 平成元年（1989年）8月10日  |
| 51 |                                                                         | 武藤嘉文                  | 第2次海部内閣                                 | 自由民主党・衆             | 平成2年（1990年）2月28日   |
| 52 |                                                                         | 中尾栄一                  | 第2次海部改造内閣                             | 自由民主党・衆             | 平成2年（1990年）12月29日  |
| 53 |                                                                         | 渡部恒三                  | 宮澤内閣                                      | 自由民主党・衆             | 平成3年（1991年）11月5日   |
| 54 |                                                                         | 森喜朗                    | 宮澤改造内閣                                  | 自由民主党・衆             | 平成4年（1992年）12月12日  |
| 55 |                                                                         | 熊谷弘                    | 細川内閣                                      | 平成5年（1993年）8月9日    | 新生党・衆                 |
| -  |                                                                         | 羽田孜                    | 羽田内閣                                      | 平成6年（1994年）4月28日   | 新生党・衆                 |
| 56 |                                                                         | 畑英次郎                  | 羽田内閣                                      | 平成6年（1994年）4月28日   | 新生党・衆                 |
| 57 |                                                                         | 橋本龍太郎                | 村山内閣 村山改造内閣                         | 平成6年（1994年）6月30日   | 自由民主党・衆             |
| 58 |                                                                         | 塚原俊平                  | 第1次橋本内閣                                 | 平成8年（1996年）1月11日   | 自由民主党・衆             |
| 59 |                                                                         | 佐藤信二                  | 第2次橋本内閣                                 | 平成8年（1996年）11月7日   | 自由民主党・衆             |
| 60 |                                                                         | 堀内光雄                  | 第2次橋本改造内閣                             | 平成9年（1997年）9月11日   | 自由民主党・衆             |
| 61 |                                                                         | 与謝野馨                  | 小渕内閣 小渕第1次改造内閣                    | 平成10年（1998年）7月30日  | 自由民主党・衆             |
| 62 |                                                                         | 深谷隆司                  | 小渕第2次改造内閣                             | 平成11年（1999年）10月5日  | 自由民主党・衆             |
| 63 | 第1次森内閣                                                             | 深谷隆司                  | 平成12年（2000年）4月5日                      |                            | 自由民主党・衆             |
| 64 |                                                                         | 平沼赳夫                  | 第2次森内閣 第2次森改造内閣(中央省庁再編前)   | 平成12年（2000年）7月4日   | 自由民主党・衆             |

### 経済産業大臣（経済産業省）
| 代 | 氏名                                                  | 氏名       | 内閣                                          | 就任日                     | 出身党派       |
| -- | ----------------------------------------------------- | ---------- | --------------------------------------------- | -------------------------- | -------------- |
| 1  |                                                       | 平沼赳夫   | 第2次森改造内閣(中央省庁再編後)               | 平成13年（2001年）1月6日   | 自由民主党・衆 |
| 2  | 第1次小泉内閣 第1次小泉第1次改造内閣                  | 平沼赳夫   | 平成13年（2001年）4月26日                     |                            | 自由民主党・衆 |
| 3  |                                                       | 中川昭一   | 第1次小泉第2次改造内閣                        | 平成15年（2003年）9月22日  | 自由民主党・衆 |
| 4  | 第2次小泉内閣 第2次小泉改造内閣                       | 中川昭一   | 平成15年（2003年）11月19日                    |                            | 自由民主党・衆 |
| 5  | 第3次小泉内閣                                         | 中川昭一   | 平成17年（2005年）9月21日                     |                            | 自由民主党・衆 |
| 6  |                                                       | 二階俊博   | 第3次小泉改造内閣                             | 平成17年（2005年）10月31日 | 自由民主党・衆 |
| 7  |                                                       | 甘利明     | 第1次安倍内閣 第1次安倍改造内閣               | 平成18年（2006年）9月26日  | 自由民主党・衆 |
| 8  | 福田康夫内閣                                          | 甘利明     | 平成19年（2007年）9月26日                     |                            | 自由民主党・衆 |
| 9  |                                                       | 二階俊博   | 福田康夫改造内閣                              | 平成20年（2008年）8月2日   | 自由民主党・衆 |
| 10 | 麻生内閣                                              | 二階俊博   | 平成20年（2008年）9月24日                     |                            | 自由民主党・衆 |
| 11 |                                                       | 直嶋正行   | 鳩山由紀夫内閣                                | 平成21年（2009年）9月16日  | 民主党・参     |
| 12 | 菅直人内閣                                            | 直嶋正行   | 平成22年（2010年）6月7日                      |                            | 民主党・参     |
| 13 |                                                       | 大畠章宏   | 菅直人第1次改造内閣                           | 平成22年（2010年）9月17日  | 民主党・衆     |
| 14 |                                                       | 海江田万里 | 菅直人第2次改造内閣                           | 平成23年（2011年）1月14日  | 民主党・衆     |
| 15 |                                                       | 鉢呂吉雄   | 野田内閣                                      | 平成23年（2011年）9月2日   | 民主党・衆     |
| -  |                                                       | 藤村修     | 野田内閣                                      | 平成23年（2011年）9月11日  | 民主党・衆     |
| 16 |                                                       | 枝野幸男   | 野田内閣                                      | 平成23年（2011年）9月12日  | 民主党・衆     |
| 16 | 野田第1次改造内閣 野田第2次改造内閣 野田第3次改造内閣 | 枝野幸男   | 平成24年（2012年）1月13日                     |                            | 民主党・衆     |
| 17 |                                                       | 茂木敏充   | 第2次安倍内閣                                 | 平成24年（2012年）12月26日 | 自由民主党・衆 |
| 18 |                                                       | 小渕優子   | 第2次安倍改造内閣                             | 平成26年（2014年）9月3日   | 自由民主党・衆 |
| 19 |                                                       | 宮澤洋一   | 第2次安倍改造内閣                             | 平成26年（2014年）10月21日 | 自由民主党・参 |
| 20 | 第3次安倍内閣                                         | 宮澤洋一   | 平成26年（2014年）12月24日                    |                            | 自由民主党・参 |
| 21 |                                                       | 林幹雄     | 第3次安倍第1次改造内閣                        | 平成27年（2015年）10月7日  | 自由民主党・衆 |
| 22 |                                                       | 世耕弘成   | 第3次安倍第2次改造内閣 第3次安倍第3次改造内閣 | 平成28年（2016年）8月3日   | 自由民主党・参 |
| 23 | 第4次安倍内閣 第4次安倍第1次改造内閣                  | 世耕弘成   | 平成29年（2017年）11月1日                     |                            | 自由民主党・参 |
| 24 |                                                       | 菅原一秀   | 第4次安倍第2次改造内閣                        | 令和元年（2019年）9月11日  | 自由民主党・衆 |
| 25 |                                                       | 梶山弘志   | 第4次安倍第2次改造内閣                        | 令和元年（2019年）10月25日 | 自由民主党・衆 |
| 26 | 菅義偉内閣                                            | 梶山弘志   | 令和2年（2020年）9月16日                      |                            | 自由民主党・衆 |
| 27 |                                                       | 萩生田光一 | 第1次岸田内閣                                 | 令和3年（2021年）10月4日   | 自由民主党・衆 |
| 28 | 第2次岸田内閣                                         | 萩生田光一 | 令和3年（2021年）11月10日                     |                            | 自由民主党・衆 |
| 29 |                                                       | 西村康稔   | 第2次岸田第1次改造内閣                        | 令和4年（2022年）8月10日   | 自由民主党・衆 |
| 29 | 第2次岸田第2次改造内閣                                | 西村康稔   | 令和5年（2023年）9月13日                      |                            | 自由民主党・衆 |
| 30 | 第2次岸田第2次改造内閣                                |            | 齋藤健                                        | 令和5年（2023年）12月14日  | 自由民主党・衆 |
| 31 |                                                       | 武藤容治   | 第1次石破内閣                                 | 令和6年（2024年）10月1日   | 自由民主党・衆 |
| 32 | 第2次石破内閣                                         | 武藤容治   | 令和6年（2024年）11月11日                     |                            | 自由民主党・衆 |